# Pere Serrano
Pere Serrano va ser un orguener espanyol del segle xvi, constructor dels orgues de la catedral de Barcelona a 1538.
No s'ha de confondre amb altres personatges homònims que van conviure en la seva època.